# Danh sách quân chủ Toscana
Dưới đây là danh sách những người cai trị xứ Toscana từ khi còn là một phiên hầu quốc của Đế quốc La Mã Thần thánh cho đến hiện tại.

## Phiên hầu quốc Toscana(812 -1197)

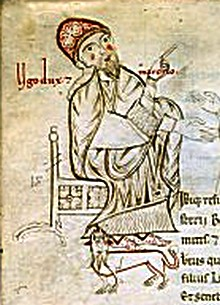
Hugh Vĩ đại

### Nhà Boniface (812 - 931)
- Boniface I (812 - 813).
- Boniface II (828 - 834).
- Aganus (835 - 845).
- Adalbert I (847 - 866).
- Adalbert II (886 - 915).
- Guy (915 - 920).
- Lambert (929 - 931).

### Nhà Boso (931 - 1001)

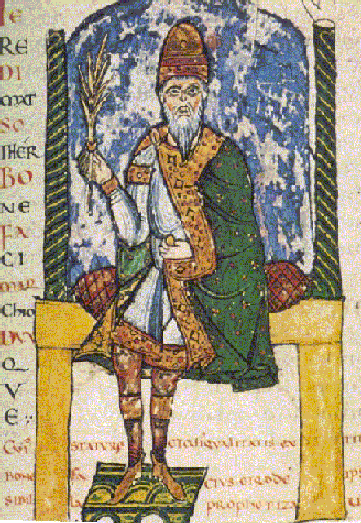
Boniface III xứ Toscana

Họ là những người con ngoài dã thú của Hugh của Ý,vua của Ý được bổ nhiệm sau khi ông này xóa bỏ sự hiện diện của nhà Boniface trên vùng đất này.
- Boso (931 - 936).
- Humbert (936 - 961)[1].
- Hugh Vĩ đại (961 - 1001).

### Nhà Hucpold (1004 - 1011)
- Boniface (III), (1004 - 1011).

### Không triều đại (1014 - 1027)

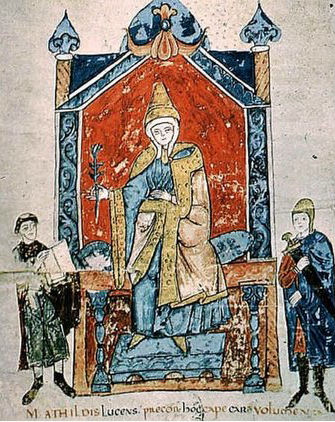
Matilda xứ Toscana

- Rainier (1014–1027).

### Nhà Canossa (1027 - 1115)
Những người được liệt kê dưới đây là hâu duệ của Bá tước nhà Canossa.
- Boniface III (1027–1052), còn được gọi với cái tên khác là Boniface IV hay Boniface nhà Canossa.
- Boniface IV Frederick (1052 - 1055).[2]
- Matilda (1052 - 1115)[3], đôi khi còn được gọi là la Gran Contessa ("Nữ Công tước Vĩ đại") hay Matilda nhà Canossa.
  - Beatrice của Bar (1052 - 1055), nhiếp chính của Boniface IV Frederick và Matilda với tư cách là mẹ.
  - Godfrey III Kẻ có râu[4] (1053 - 1069), nhiếp chính phiên quốc với tư cách là chồng của Beatrice và cha dượng của 2 người com Boniface IV Frederick và Matilda.
  - Godfrey IV Kẻ lưng gù (1069 - 1076), nhiếp chính với tư cách là chồng của Matilda.
  - Welf II Kẻ mập (1089–1095), đồng nhiếp chính với tư cách là chồng của Matilda.

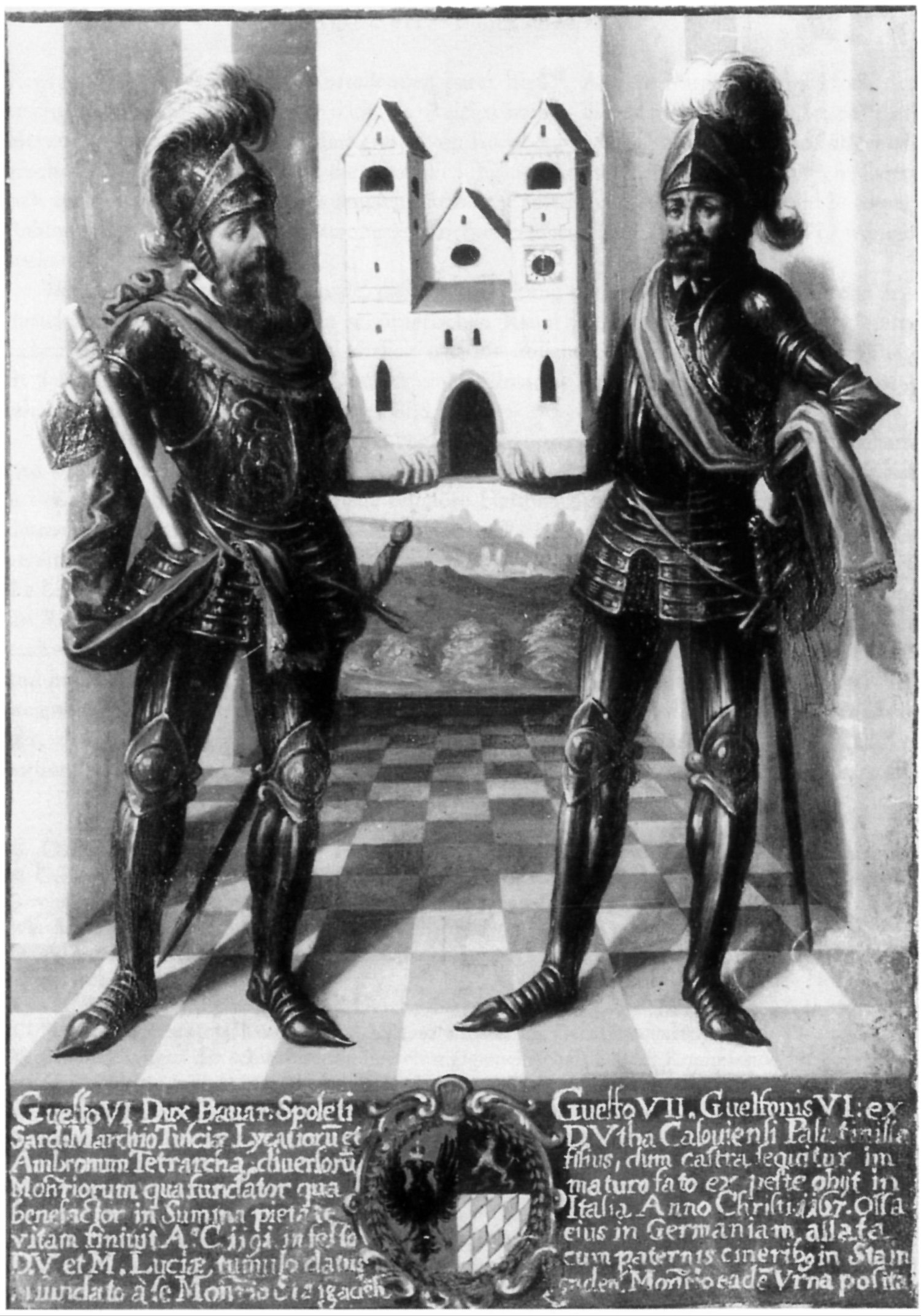
Welf VI (trái) và con của ông là Welf VII (phải) cùng với Tu viện Steingaden (giữa) mà hai người cùng thành lập nên. Hai người cũng đại diện cho nhà Welf cai quản xứ Toscana từ năm 1152 đến năm 1173.

### Không triều đại
- Rabodo (1116 - 1119)[5], còn có tên khác là Rapoto.
- Conrad (1119/1120 - 1129/1131[6]).
- Rampret (khoảng 1131)[7].
- Engelbert (1135 - 1137).
- Henry Kẻ tự hào (1137 - 1139)[8].
- Ulrich nhà Attems (1139–1152), cha xứ đế quốc.
- Welf VI (1152 - 1162).
- Welf VII (1160 - 1167).
  - Rainald xứ Dassel, Tổng giám mục xứ Cologne (1160 - 1063), cha xứ đế quốc.
  - Christian von Buch, Tổng giám mục của Mainz (1163 - 1173), cha xứ đế quốc.
- Welf VI (1167 - 1173).
- Philip xứ Schwaben (1195 -1197).

Năm 1197 Philip được bầu làm vua của Đức và là người đứng đầu liên minh Toscan gồm các quý tộc, giám mục và các thị dân của xứ Toscana (dưới sự hỗ trợ của Giáo hoàng).
- Frederick của Antioch (1246 - 1250)[9], cha xứ đế quốc.

Sau đó, Toscana bị chia cắt do sự cạnh tranh của các nước cộng hòa nhỏ như Firenze, Pisa, Siena, Arezzo, Pistoia và Lucca. Đến thế kỷ 14, Firenze có được thêm lãnh thổ các nước cộng hòa nhỏ khác: lãnh thổ trên đất của phiên trấn quốc Toscana cũ như Pistoia (bị chinh phục năm 1306, chính thức sát nhập năm 1530), Arrenzo (1384), Pisa (1406) và Siena (1559). Chỉ còn duy nhất Lucca còn được độc lập cho đến thời kỳ Napoleon vào thế kỷ 19.

## Người Firenze kiểm soát (1434 - 1569)

### Người đứng đầude facto(trên thực tế) củanhà Medici(1434 -1494) (tức Lãnh chúa Florence)
| Tên                       | Chân dung   | Năm sinh - năm mất                                   | Thời gian cai trị                         | Ghi chú |
| ------------------------- | ----------- | ---------------------------------------------------- | ----------------------------------------- | --- |
| Cosimo de' Medici         | không khung | 27 tháng 9 năm 1389 - 1 tháng 8 năm 1464 (75 tuổi)   | 6 tháng 10 năm 1434 - 1 tháng 8 năm 1464  | Bá tước de facto đầu tiên của nhà Medici                                                                                             |
| Piero I Người bị gút      | không khung | 19 tháng 9 năm 1416 - 2 tháng 10 năm 1469 (53 tuổi)  | 1 tháng 8 năm 1464 - 2 tháng 12 năm 1469  | Con của Cosimo |
| Lorenzo I Vĩ đại          | không khung | 1 tháng 1 năm 1449 - 8 tháng 4 năm 1492 (43 tuổi)    | 2 tháng 9 năm 1469 - 8 tháng 4 năm 1492   | Con của Piero. |
| Giuliano I de' Medici     | không khung | 25 tháng 3 năm 1453 - 26 tháng 4 năm 1478 (25 tuổi)  | 2 tháng 9 năm 1469 - 26 tháng 4 năm 1678. | Em trai và cũng là đồng nhiếp chính của Lorenzo, bị ám sát. Con trai duy nhất của ông sau này sẽ trở thành Giáo hoàng Clemenent VII. |
| Piero II kẻ không may mắn | không khung | 15 tháng 2 năm 1472 - 28 tháng 12 năm 1503 (31 tuổi) | 9 tháng 4 năm 1492 - 9 tháng 11 năm 1494  | Con trai Lorenzo Vĩ đại, bị phế truất và lưu đày                                                                                     |

### Cộng hòa Florence (1494-1512)
| Tên                 | Chân dung   | Năm sinh - năm mất                                  | Thời gian cai trị                          | Ghi chú                                                                                                 |
| ------------------- | ----------- | --------------------------------------------------- | ------------------------------------------ | --- |
| Girolamo Savonarola | không khung | 21 tháng 9 năm 1452 - 23 tháng 5 năm 1498 (45 tuổi) | 8 tháng 11 năm 1494 - 23 tháng 5 năm 1498. | Nhà cải cách lớn của Florence. Bị treo cổ và thiêu sống giữa quảng trường của thành phố.                |
| Piero Soderini      | không khung | 17 tháng 3 năm 1451 - 13 tháng 6 năm 1522 (71 tuổi) | 22 tháng 9 năm 1502 - 31 tháng 8 năm 1512  | Tự mình tuyên bố là nhà lãnh đạo tối cao, bị buộc phải rời khỏi Florence sau chiến dịch của nhà Medici. |

### Nhà Medici tái cầm quyền (1512 - 1532)
| Tên                                | Chân dung   | Năm sinh - năm mất                                   | Thời gian cai trị                                                                     | Note |
| ---------------------------------- | ----------- | ---------------------------------------------------- | ------------------------------------------------------------------------------------- | --- |
| Giovanni di Lorenzo de' Medici     | không khung | 11 tháng 12 năm 1475 - 1 tháng 12 năm 1521 (45 tuổi) | 14 tháng 9 năm 1512 - 9 tháng 3 năm 1513                                              | Con trai Loreno Vĩ đại, sau này trở thành Giáo hoàng Lêô X                                                             |
| Giuliano II, Công tước xứ Nermours | không khung | 12 tháng 3 năm 1479 - 11 tháng 3 năm 1516 (37 tuổi)  | 9 tháng 3 năm 1513 - 17 tháng 3 năm 1516                                              | Son of Lorenzo |
| Lorenzo II de' Medici              | không khung | 12 tháng 4 năm 1492 - 4 tháng 5 năm 1519 (26 tuổi)   | 17 tháng 3 năm 1516 - 4 tháng 5 năm 1519.                                             | Con trai của Piero II. Ông cũng đồng thời giữ chức Công tước xứ Urbino trong cùng khoảng thời gian trên.               |
| Đức hồng y Giulio de' Medici       | không khung | 26 tháng 5 năm 1478 - 25 tháng 9 năm 1534 (56 tuổi)  | 4 tháng 5 năm 1519 - 19 tháng 11 năm 1523                                             | Con của Giuliano I de' Medici, sau là giáo hoàng Clemete VII                                                           |
| Ippolito de' Medici                | không khung | 15 tháng 3 năm 1511 - 10 tháng 8 năm 1535 (24 tuổi)  | 19 tháng 11 năm 1523 - 16 tháng 5 năm 1527                                            | Con trai của Giuliano I de Medici.                                                                                     |
| Alessandro de' Medici "Người Moor" | không khung | 22 tháng 7 năm 1510 - 6 tháng 1 năm 1537 (26 tuổi)   | 16 tháng 5 năm 1527 - 1530 (lần 1) và 5 tháng 7 năm 1531 - 5 tháng 4 năm 1432 (lần 2) | Con trai của Lorenzo II de' Medici, cai trị trong cảnh lưu vong. Sau này trở thành Công tước xứ Florence và bị ám sát. |

## Công tước (nhà Medici) của xứ Florence (1532 - 1569)
| Tên                                | Chân dung   | Năm sinh - năm mất                                  | Thời gian cai trị                        | Ghi chú |
| ---------------------------------- | ----------- | --------------------------------------------------- | ---------------------------------------- | --- |
| Alessandro de' Medici "Người Moor" | không khung | 22 tháng 7 năm 1510 - 6 tháng 1 năm 1537 (26 tuổi)  | 5 tháng 4 năm 1532 - 6 tháng 1 năm 1537  | Con trai của Lorenzo II de' Medici, cai trị trong cảnh lưu vong. Sau này trở thành Công tước xứ Florence và bị ám sát. |
| Cosimo I de' Medici                | không khung | 12 tháng 6 năm 1519 - 21 tháng 4 năm 1574 (54 tuổi) | 6 tháng 1 năm 1537 - 21 tháng 8 năm 1569 | Con của Giovanni dalle Bande Nere, sau trở thành Đại Công tước đầu tiên của xứ Toscana.                                |

## Đại Công tước xứ Toscana (nhà Medici, 1569 - 1737)
| Tên                      | Chân dung   | Năm sinh- năm mất                                    | Thời gian cai trị                          | Ghi chú                                                                                     |
| ------------------------ | ----------- | ---------------------------------------------------- | ------------------------------------------ | ------------------------------------------------------------------------------------------- |
| Cosimo I de' Medici      | không khung | 12 tháng 6 năm 1519 - 21 tháng 4 năm 1574 (54 tuổi)  | 21 tháng 8 năm 1569 - 21 tháng 4 năm 1574  | Con của Giovanni dalle Bande Nere, sau trở thành Đại Công tước đầu tiên của xứ Toscana.     |
| Francesco I de' Medici   | không khung | 25 tháng 3 năm 1541 - 19 tháng 10 năm 1587 (46 tuổi) | 27 tháng 4 năm 1574 - 17 tháng 10 năm 1587 | Con của Cosimo I de' Medici.                                                                |
| Ferdinando I de' Medici  | không khung | 30 tháng 7 năm 1549 - 3 tháng 2 năm 1609 (59 tuổi)   | 19 tháng 10 năm 1587 - 7 tháng 2 năm 1609  | Con trai của Cosimo I.                                                                      |
| Cosimo II de' Medici     | không khung | 12 tháng 5 năm 1590 - 28 tháng 2 năm 1621 (30 tuổi)  | 17 tháng 2 năm 1609 - 28 tháng 2 năm 1621  | Con của Ferdinando I de' Medici                                                             |
| Ferdinando II de' Medici | không khung | 14 tháng 7 năm 1610 - 23 tháng 5 năm 1670 (59 tuổi)  | 28 tháng 2 năm 1621 - 23 tháng 5 năm 1670. | Con cả của Cosimo II de' Medici.                                                            |
| Cosimo III de' Medici    | không khung | 14 tháng 8 năm 1642 - 31 tháng 10 năm 1723 (81 tuổi) | 23 tháng 5 năm 1670 - 31 tháng 10 năm 1723 | Con của Ferdinando II de' Medici.                                                           |
| Gian Gastone de' Medici  | không khung | 24 tháng 5 năm 1671 - 9 tháng 7 năm 1737 (66 tuổi)   | 31 tháng 10 năm 1723 - 9 tháng 7 năm 1737  | Con của Cosimo III de' Medici. Đại Công tước cuối cùng của nhà Medici thống trị xứ Toscana. |

## Đại Công tước xứ Toscana (nhà Habsburg-Lothringen, 1737 - 1801)
| Tên                  | Chân dung   | Năm sinh - năm mất                                  | Thời gian cai trị                         | Ghi chú                                                                                        |
| -------------------- | ----------- | --------------------------------------------------- | ----------------------------------------- | ---------------------------------------------------------------------------------------------- |
| Francesco II Stefano | không khung | 8 tháng 12 năm 1708 - 18 tháng 8 năm 1765 (56 tuổi) | 12 tháng 7 năm 1737 - 18 tháng 8 năm 1765 | Cháu nội 3 đời của Francesco I de' Medici. Sau này ông sẽ trở thành Hoàng đế La Mã Thần thánh. |
| Pietro Leopoldo I    | không khung | 5 tháng 5 năm 1747 - 1 tháng 3 năm 1792 (44 tuổi)   | 18 tháng 8 năm 1765 - 22 tháng 7 năm 1790 | Con trai thứ hai của Francesco II. Sau này ông sẽ trở thành Hoàng đế La Mã Thần thánh.         |
| Ferdinando III       | không khung | 6 tháng 5 năm 1769 - 18 tháng 6 năm 1824 (55 tuổi)  | 22 tháng 7 năm 1790 - 3 tháng 8 năm 1801. | Con trai thứ hai của Leopoldo I.                                                               |

## Vuanhà Bourbon-Parmacủa xứ Etruria (Vương quốc Etruria, 1801 - 1807)
| Tên         | Chân dung   | Năm sinh - năm mất                                   | Thời gian cai trị                          | Ghi chú                        |
| ----------- | ----------- | ---------------------------------------------------- | ------------------------------------------ | ------------------------------ |
| Lodovico I  | không khung | 5 tháng 7 năm 1773 - 27 tháng 5 năm 1803 (29 tuổi)   | 21 tháng 3 năm 1801 - 27 tháng 5 năm 1803  | Cháu của Francisco II Stefano. |
| Lodovico II | không khung | 22 tháng 12 năm 1799 - 16 tháng 4 năm 1883 (83 tuổi) | 27 tháng 5 năm 1803 - 10 tháng 12 năm 1807 | Con trai của Lodovico I        |

Sau khi bị sát nhập vào năm 1807, người chị Elisa Bonaparte của Napoleon giữ chức Nữ Đại Công tước xứ Tuscany (danh dự) cho đến năm 1814, nhưng bà không bao giờ kiểm soát hoàn toàn được vùng này.

## Nhà Habsburg-Lothringen tái cai trị Toscana (1814 - 1860)
| Tên            | Chân dung   | Năm sinh - năm mất                                  | Thời gian cai trị                         | Ghi chú                 |
| -------------- | ----------- | --------------------------------------------------- | ----------------------------------------- | ----------------------- |
| Ferdinando III | không khung | 6 tháng 5 năm 1769 - 18 tháng 6 năm 1824 (55 tuổi)  | 27 tháng 4 năm 1814 - 18 tháng 6 năm 1824 | Tái khôi phục chức vị.  |
| Leopoldo II    | không khung | 3 tháng 10 năm 1797 - 21 tháng 7 năm 1859 (72 tuổi) | 18 tháng 6 năm 1824 - 21 tháng 7 năm 1859 | Con trai Ferdinando III |
| Ferdinando IV  | không khung | 10 tháng 6 năm 1835 - 17 tháng 1 năm 1908 (72 tuổi) | 21 tháng 7 năm 1859 - 22 tháng 3 năm 1860 | Con trai Leopoldo II    |

Sau khi bị buộc phải rời khỏi xứ Tuscany vào các năm 1849 và 1859, Leopoldo II nhường ngôi cho con mình là Ferdinando IV vào ngày 21 tháng 7 năm 1859. Tuy vậy, ông này không được chính quyền lâm thời mới ở Toscana công nhận và bị phế truất vào ngày 16 tháng 8. Toscana sau này sẽ sát nhập với vương quốc Sardinia vào ngày 22 tháng 3 năm 1860.

## Nhánh trưởng nhà Habsburg-Toscana (1860 - nay, tự tuyên bố là Đại Công tước xứ Toscana)
| Tên                 | Chân dung   | Năm sinh - năm mất                                  | Thời gian giữ tước hiệu                   |
| ------------------- | ----------- | --------------------------------------------------- | ----------------------------------------- |
| Ferdinando IV       | không khung | 10 tháng 6 năm 1835 - 17 tháng 1 năm 1908 (72 tuổi) | 22 tháng 3 năm 1860 - 17 tháng 1 năm 1908 |
| Giuseppe Ferdinando | không khung | 24 tháng 5 năm 1872 - 28 tháng 8 năm 1942 (70 tuổi) | 17 tháng 1 năm 1908 - 2 tháng 5 năm 1921  |
| Pietro Ferdinando   | không khung | 12 tháng 5 năm 1874 - 8 tháng 11 năm 1948 (74 tuổi) | 2 tháng 5 năm 1921 - 8 tháng 11 năm 1948  |
| Goffredo            | không khung | 14 tháng 3 năm 1902 - 21 tháng 1 năm 1984 (81 tuổi) | 8 tháng 11 năm 1948 - 21 tháng 1 năm 1984 |
| Leopoldo Francesco  | không khung | 25 tháng 10 năm 1942 - nay. (77 tuổi)               | 21 tháng 1 năm 1984 - 18 tháng 6 năm 1993 |
| Sigismondo          | không khung | 21 tháng 4 năm 1966 - nay. (64 tuổi)                | 18 tháng 6 năm 1993 - nay.                |